# 1924年冬季奥林匹克运动会比利时代表团
1924年冬季奥林匹克运动会比利时代表团参加了在法国的霞慕尼举办的1924年冬奥会。该届冬奥会上比利时代表团仅收获了一枚铜牌，位列奖牌榜第10。

## 奖牌得主

### 铜牌
- 查尔斯·穆尔德，勒内·马格利特雷内，保罗·凡·登·布洛克，维克多·维索尔伦和亨利·威廉姆斯 — 雪车